# Centoventitré
Centoventitré è stata una trasmissione televisiva di Rai Uno condotta da Raffaella Carrà, andata in onda a partire dal 19 ottobre 1998 fino al 5 gennaio 1999 dal lunedì al sabato alle ore 12:50 per 65 puntate.

## Il programma
Centoventitré era la striscia quotidiana legata a Carràmba! Che fortuna. Tutte le chiamate dei telespettatori esclusi dal gioco del sabato sera venivano registrate e nel corso della settimana potevano essere ripescate. Furono messi in palio 20 milioni ogni giorno: bastava indovinare una serie numerica di sette cifre nell'ordine corretto. In caso di mancata vincita, i premi non vinti andavano ad incrementare il jack-pot delle puntate successive. Inoltre il pubblico a casa telefonando il lunedì dalle 11 alle 13 poteva prenotarsi al gioco del vero o falso: occorreva riconoscere quali storie erano vere e quali false tra quelle raccontate da tre dei quaranta "Ragazzi della fortuna" ogni giorno.

## Cast tecnico
- Regia: Sergio Japino
- Autori: Giovanni Benincasa, Fabio Di Iorio, Raffaella Carrà, Sergio Japino
- Scenografia: Mario Catalano
- Costumi: Corrado Colabucci
- Direzione musicale: Piero Pintucci